# Юньнанська астрономічна обсерваторія
Юньнанська астрономічна обсерваторія — обсерваторія Китайської академії наук, розташована на горі Фенікс (凤凰山) в окрузі Гуаньду на східній околиці міста Куньмін в провінції Юньнань у Китаї. Установа була заснована в 1938 році на основі Обсерваторії Пурпурової гори біля Нанкіна.

## Історія
Після інциденту на мосту Луґоуцяо 7 липня 1937 року та битви за Шанхай, що почалася 13 серпня 1937 року, Академія Сініка, тодішній Інститут астрономії на Пурпурній горі поблизу Нанкіна (тепер Обсерваторія Пурпурової гори) вирішив евакуююся. 23 серпня 1937 року всі науковці та співробітники під керівництвом директора Юй Цінсуна (余青松, 1897—1978) покинули місто, забравши частину обладнання, записів і фотопластинок та вирушили до Чанша в провінції Хунань. Це рішення виявилось правильним: у грудні 1937 року Нанкінська обсерваторія була майже повністю зруйнована під час бомбардування міста японською авіацією. Коли японці просувалися на захід вздовж Янцзи та загрожували Чанша, астрономи переїхали до Гуйліня в провінції Гуансі та зрештою зупинились в Куньміні, як і Об'єднаний південно-західний університет.
Після прибуття в Куньмін навесні 1938 року директор Юй Цінсун виявив, що місто дуже сприятливе для астрономічних спостережень — воно відзначається великою висотою над рівнем моря (озеро Дяньчі на південно-західній околиці міста знаходиться на висоті 1886,5 м над рівнем моря), розрідженим повітрям, а також м'яким кліматом з невеликою хмарністю. Тому директор вирішив на час війни побудувати астрономічну обсерваторію в Куньміні, щоб не зупиняти астрономічні дослідження в Китаї. Після довгих гірських походів в пошуках найкращого місця розташування обсерваторії він нарешті обрав гору Фенікс — пагорб висотою понад 2000 метрів на східній околиці міста. Разом зі співробітниками Нанкінської обсерваторії він склав точну топографічну карту пагорба й накреслив плани будівель. Будівництво він доручив будівельній компанії Lu Gen Ji (陆根记营造厂), яка на той час була найвідомішою будівельною компанією в Китаї. Церемонія закладки відбулася восени 1938 року, а урочисте відкриття — навесні 1939 року. У той час заклад, який спочатку називався «Обсерваторія на горі Фенікс у Куньміні» (昆明凤凰山天文台), мав чотири будівлі:
- Корпус 1: офіс, кімната блінк-компаратора для пошуку змінних зір, кімната сонячного спектрометра, бібліотека.

- Будівля 2: Меридіанний круг.

- Корпус 3: Гуртожиток для працівників.

- Корпус 4: Гуртожиток для відвідувачів, кухня.

Як і в Нанкіні, команда нової обсерваторії на горі Фенікс насамперед цікавилась спостереженням Сонця. У 1940 році були відновлені спостереження хромосфери, а 30 червня 1941 року була відправлена надзвичайно складна за умов війни експедиція в Ланьчжоу з метою використання повного сонячного затемнення 21 вересня для спостереження сонячної корони. Того року Юй Цінсон відмовився від посади директора, щоб присвятити себе розробці оптичних інструментів у Гуйліні та Чунціні. Керівництво обсерваторією спочатку взяв на себе Чжан Юйчже (张钰哲, 1902—1986), а потім з 1946 року — Ван Шикуй (王士魁, 1904—1969), професор Юньнанського університету. З 1946 по 1950 роки обсерваторією, яку тепер для простоти називали «Обсерваторія на горі Фенікс» (凤凰山天文台, піньїнь Fènghuángshān Tiānwéntái), керував Астрономічний інститут Академії Сініка (中央研究院天文研究所) та Юньнанський університет. Після заснування Китайської Народної Республіки з 1950 по 1958 рік обсерваторією керував Юньнанський університет, як і відновленою Обсерваторією Пурпурової гори поблизу Нанкіна. З 1951 року за розпорядженням Китайської академії наук об'єкт називався «Куньмінська астрономічна станція обсерваторії Пурпурової гори» (紫金山天文台昆明天文工作站).
У 1962 році, за два роки після розриву з СРСР і припинення підтримки Китаєм програми «Супутник», і за три роки до початку проєкту 651 з розробки власного китайського супутника, на горі Фенікс почали наймати персонал для оптичного відстеження орбіт супутників. Через два роки, у 1964 році, кілька телескопів було переобладнано для цілей спостереження супутників. У 1974 році у зв'язку з проєктом «Фаньхуей Ши Вейсін» у Німеччині було придбано супутникову камеру, щоб мати можливість краще стежити за розвідувальними супутниками.

## Станція спостереження за Сонцем на озері Фусянь

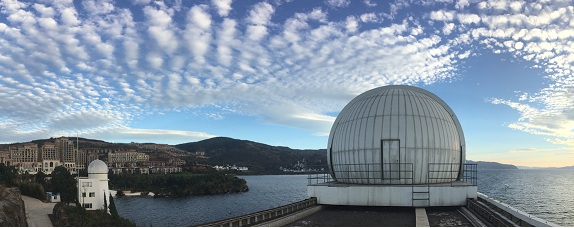
Однометровий новий сонячний телескоп

Ще в 1959 році Куньмін обговорював створення власної сонячної обсерваторії в іншому місці в Юньнані. Однак ці плани спочатку були відкладені, а замість цього обсерваторію на горі Фенікс було розширено. Додали окрему будівлю для старого сонячного спектрометра. У 1966 році на горі Фенікс була побудована ще одна будівля для спостереження за хромосферою. У 1982 році знову повернулись до старого проєкту й почали складати плани нової сонячної обсерваторії. Пошук місця для обсерваторії був надзвичайно складним і тривав понад 10 років. Зрештою обрали місцевість Орлине Гніздо (老鹰地, піньїнь Lǎo Yīng Dì) в районі села Іцзю (矣旧村), приблизно в 60 км на південний схід від Куньміна на північно-східному березі озера Фусянь в окрузі Юйсі. На цьому місці тривалість сонячного сяйва становить близько 2200 годин на рік.
У 2000 році Куньмінська обсерваторія почала розробку вакуумного телескопа діаметром 1 м, за допомогою якого можна спостерігати дрібномасштабні деталі Сонця, як у фотосфері, так і в хромосфері, з високою роздільною здатністю, особливо в інфрачервоному діапазоні. Після того, як у 2005 році Державна комісія з питань розвитку та реформ затвердила станцію спостереження за Сонцем озера Фусянь (抚仙湖太阳观测站, піньїнь Fǔxiān Hú Tàiyáng Guāncè Zhàn), окремі компоненти почали виробляти в Росії, Нанкіні та на місці в Куньміні, розраховуючи на загальний бюджет близько 15 мільйонів юанів. У середині 2008 року відбулася церемонія закладки найбільшої сонячної обсерваторії в Азії. Будівництво вежі для вакуумного телескопа почалося 30 червня 2009 року. До серпня 2010 року були встановлені всі допоміжні системи, а перша сонячна пляма була сфотографована 1 вересня 2010 року. У червні 2011 року полися регулярні спостереження за допомогою телескопа, спочатку відомого як Юньнанський сонячний телескоп (Yunnan Solar Telescope, YNST), а потім перейменованого на Новий вакуумний сонячний телескоп (New Vacuum Solar Telescope, NVST).
Крім того, з 2011 року на даху окремої будівлі працює Оптичний і ближній інфрачервоний датчик сонячних вивержень (Optical and Near-Infrared Solar Eruption Tracer, ONSET), який експлуатується Нанкінським університетом. Він складається з чотирьох паралельних вакуумних телескопів для спостереження сонячних спалахів і корональних викидів маси:
- Телескоп з апертурою 27,5 см для спостережень нижньої корони на довжині хвилі 1083 нм (ближній інфрачервоний діапазон).
- Телескоп з апертурою 27,5 см для спостережень хромосфери на 656 нм (H-альфа).
- Телескоп з апертурою 20 см для спостережень фотосфери на 360 і 425 нм (ультрафіолетове й синє світло).
- Телескоп з апертурою 14 см як напрямний телескоп[14].

## Станція астрономічних спостережень Ліцзян
У 1972 році Куньмінська астрономічна станція була перейменована на Юньнанську астрономічну обсерваторію Китайської академії наук (中国科学院云南天文台, піньїнь Zhōngguó Kēxuéyuàn Yúnnán Tiānwéntái). Офіційна абревіатура YNAO походить від англійської назви Yunnan Astronomical Observatory, яка збереглася донині з юридичних причин, хоча зараз під парасолькою штаб-квартири в Куньміні перебувають три обсерваторії, тому англійська форма була змінена на Yunnan Observatories («Юньнанські обсерваторії»), натомість як китайська назва не потребувала зміни з граматичних причин. Тоді вже думали про інше місце, де можна було встановити оптичний телескоп із великою апертурою.
Як і у випадку зі станцією спостереження за Сонцем у Юйсі, проєкт тривав кілька десятиліть. У 1970-х і 1980-х роках спочатку віддавали перевагу місцям у Біньчуані в Далі та Луцюані біля Куньміна. Після кількох років неактивності проєкту, обсерваторія Куньмін знову зібрала робочу групу в січні 1992 року, щоб вибрати для обсерваторії місце в досить сухій західній Юньнані. Зрештою, для місця обсерваторії залишилися чотири кандидати: Юншен, Нінлан-Ї і Юйлун-Насі в префектурі Ліцзян, а також Яоань в префектурі Чусюн-Ї. Люди їздили до окремих місць у випадково вибраному порядку та проводили астрономічні спостереження за допомогою портативних телескопів. Після десяти раундів робоча група дійшла висновку, що Гаомейгу (高美古村) в районі села Тяньхун (天红村), селище Тайань (太安乡) в повіті Юйлун, було найкращим місцем для нової обсерваторії.
«Gao mei gu» мовою місцевої етнічної групи насі означає «місце вище неба». Обсерваторія розташована на висоті 3193 м над рівнем моря, в середньому ночі там безхмарні 254 дні на рік, а в 30 км від центру повіту Юйлун немає значного світлового забруднення. Однак, щоб бути впевненими в якості астроклімату, обсерваторія Куньмін розпочала трирічний період спостережень за погодою в Гаомейгу в липні 1994 року. На основі зібраних даних про кількість хмар, збурення повітря, власне світіння неба тощо, науковці визначили, що Гаомейгу є чудовим місцем для обсерваторії.
Церемонія закладки фундаменту нової обсерваторії відбулася 29 вересня 2003 року. Спочатку було побудовано купол для запланованого 2,4-метрового телескопа, будівлю для вентиляції та кондиціонування повітря (середня температура в Гаомейгу становить 7 °C), будівлю для наукових досліджень і гуртожиток для астрономів. Це підготовче будівництво коштувало 30 мільйонів юанів. Потім встановили власне телескоп-рефлектор, спроєктований і виготовлений британською компанією Telescope Technologies Limited, дочірньою компанією Ліверпульського університету Джона Мурса. Загальна вартість Астрономічної спостережної станції Ліцзян (丽江).天文观测站, піньїнь Lìjiāng Tiānwén Guāncè Zhàn, міжнародний код O44) склала 68 мільйонів юанів. З діаметром дзеркала рівно 2,45 м це був найбільший у світі на той час повністю автоматичний телескоп з роботизованим керуванням, який міг не тільки незалежно стежити за об'єктами протягом тривалого періоду часу, але також перенаводитися на нові цілі за кілька секунд за допомогою дистанційного керування. Будівлі були завершені в лютому 2005 року, телескоп почали встановлювати в жовтні 2005 року, а в травні 2007 року його урочисто відкрив Лі Янь (李焱, *1963), тодішній директор обсерваторій Юньнань.
Крім того, спостережна станція, яка була відкрита для зовнішніх астрономів з травня 2008 року, має 1,8-метровий рефлектор, на якому у вересні 2009 року було встановлено адаптивну оптику, що складається зі 127 елементів, а також дистанційно керований 60-сантиметровий телескоп. На наступному етапі, з кінця 2012 року, Інститут оптики та електроніки Академії наук Китаю в Ченду співпрацював з Науково-дослідним центром лазерної фізики та техніки Технічного інституту фізики та хімії в Пекіні та Національними астрономічними обсерваторіями Академії наук Китаю над розробкою адаптивної оптики зі штучною зорею на основі натрієвого лазера, тобто світловою точкою, що генерується лазерним променем з довжиною хвилі D-лінії натрію в натрієвий шар атмосфери на висоті 90 км, яка дозволяє адаптивній оптиці коригувати збурення повітря деформаціями дзеркала телескопа. У 2013 році система була встановлена на 1,8-метровому телескопі, а перша зоря була сфотографована 25 січня 2014 року. Оскільки телескоп можна наводити дуже точно, у 2016 році його модернізували для квантового зв'язку, подібно до 1,2-метрового телескопа в Наньшані, щоб приймати заплутані фотони, які надсилає на Землю супутник Мо-цзи.

## 40-метровий радіотелескоп

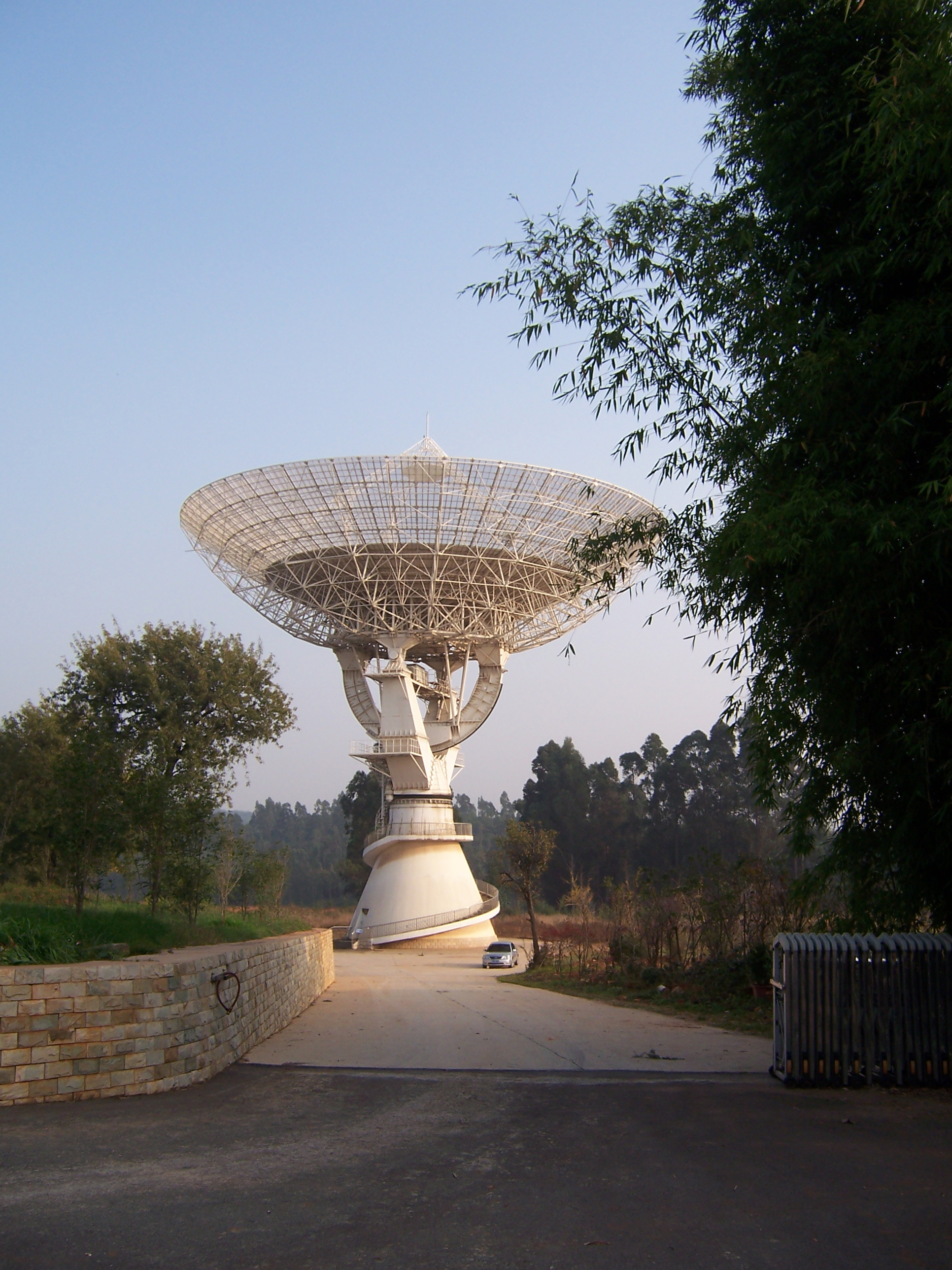
40-метровий телескоп на горі Фенікс біля Куньміна

У Китаї з 1986 і 1993 років було два великих телескопи — 25-метрові радіотелескопи в Шешані поблизу Шанхаю та Наньшані на південь від Урумчі, але для китайської місячної програми були потрібні ще два таких телескопи, щоб створити надійну мережу радіоінтерферометрії з наддовгою базою для моніторингу й контролю місячних зондів. Місцями для нових радіотелескопів були обрані Куньмін і Міюнь поблизу Пекіна. У той час як прототип космічного апарата Чан'е 1 пройшов перші випробування в 2005 році, в Куньміні й Міюні одночасно почалося будівництво радіотелескопів. 40-метровий телескоп для Куньміна був спільно розроблений Національними астрономічними обсерваторіями і 39-м Науково-дослідним інститутом китайської корпорації Electronics Technology Group Corporation, який тоді входив до Департаменту електронної боротьби Генерального штабу. У серпні 2005 року було закладено перший камінь, а лише через рік, у травні 2006 року, телескоп був готовий до використання. Його основним завданням було отримання наукових даних, що надсилаються на Землю місячними зондами, і участь у моніторингу точної траєкторії у складі радіоінтерферометра з наддовгою базою Китайської мережі далекого космосу.
Внутрішня частина параболічного дзеркала 360-тонної кассегренівської антени складається з 208 окремих аркушів алюмінієвого сплаву, які заповнюють діаметр до 26 м, за якими йдуть 256 елементів сітки з нержавіючої сталі, збільшуючи діаметр до 40 м. Антена працює в S і X-діапазонах. Вона може бути націлена з точністю до 30 кутових секунд і повертатися зі швидкістю 1°/с (горизонтально) та 0,5°/с (вертикально). З моменту запуску Чан'е-1 24 жовтня 2007 року антена постійно використовувалася в усіх китайських місячних місіях. Починаючи з місії Чан'е-3, для відстеження орбіти використовували метод Delta-DOR. Коли радіотелескоп не працює за місячною програмою, його використовують для астрономічних досліджень, насамперед для спостереження пульсарів. Крім того, хоча Юньнанська астрономічна обсерваторія не є повноправним членом цих організацій, вона бере участь у Європейській РНДБ-мережі та Міжнародній служба РНДБ з геодезії та астрометрії.